# Caramelle (film)
Caramelle è un cortometraggio del 1995 scritto e diretto da Cinzia TH Torrini. Presente nella collezione Erotic Tales, vinse il Golden Rocky Award per il miglior mediometraggio al BANFF Festival 1996. La messa in onda del film su Rai 3 fu accompagnata da alcune polemiche da parte di comitati religiosi, tanto che la Rai ne bloccò la programmazione per otto mesi.

## Trama
Anna, burrosa signora sulla quarantina, ricerca costantemente le attenzioni del marito Filippo. Nonostante i ripetuti tentativi di seduzione della donna, il rapporto sembra essere sopito e Filippo neanche la guarda più. Per risolvere la situazione, Anna si rivolge ad una fattucchiera, madame Olga, che le vende un filtro d'amore da somministrare al marito. L'impresa tuttavia si rivela più difficile del previsto e, a causa di alcuni malintesi, Anna dapprima seduce involontariamente il postino e poi decide di sciogliere il filtro all'interno di una crème caramel destinata a Filippo, che invece finisce per essere mangiata dal cane.
Tornata dalla maga, Anna ottiene un nuovo miracoloso strumento per conquistare definitivamente il marito: un cofanetto pieno di caramelle magiche che dovrà mangiare lei stessa. Per ogni caramella ingerita, Anna ringiovanirà di sette anni divenendo irresistibile agli occhi di Filippo. Questa volta la missione riesce e la signora finalmente ottiene le attenzioni sessuali del consorte. La golosità di Anna però si rivelerà fatale: divorata tutta la scatolina, finirà dapprima per regredire allo stato di bambina e infine a volatilizzarsi dopo aver mangiato l'ultima caramella, offertale dall'ignaro portinaio Mario.

## Riconoscimenti
- 1996 - BANFF Festival
  - Golden Rocky Award per il miglior mediometraggio